# A Beautiful Revolution Pt. 1
A Beautiful Revolution Pt. 1 è il tredicesimo album in studio del rapper statunitense Common, pubblicato nel 2020.

## Tracce
1. (A Beautiful Revolution) Intro (featuring Jessica Care Moore) – 2:14
2. Fallin' (featuring PJ) – 3:57
3. Say Peace (featuring PJ & Black Thought) – 4:11
4. What Do You Say (Move It Baby) (featuring PJ) – 4:02
5. Courageous (featuring PJ & Stevie Wonder) – 4:08
6. A Place in This World (featuring PJ) – 3:35
7. A Riot in My Mind (featuring Chuck D & Lenny Kravitz) – 5:13
8. Don't Forget Who You Are (featuring PJ) – 2:53
9. (A Beautiful Revolution) Outro (featuring Morgan Parker) – 4:01